# Вајт Блаф (Тенеси)
Вајт Блаф (енгл. White Bluff) град је у америчкој савезној држави Тенеси.

## Демографија
По попису из 2010. године број становника је 3.206, што је 1.064 (49,7%) становника више него 2000. године.
| Група             | 2000.         | 2010.         |
| Белци             | 2.090 (97,6%) | 3.064 (95,6%) |
| Афроамериканци    | 14 (0,7%)     | 5 (0,2%)      |
| Азијати           | 4 (0,2%)      | 14 (0,4%)     |
| Хиспаноамериканци | 14 (0,7%)     | 73 (2,3%)     |
| Укупно            | 2.142         | 3.206         |